# Adel Tawil
Pour les articles homonymes, voir Tawil.
Adel Tawil est un chanteur germano-suisse né le 15 août 1978 à Berlin. Il fait partie du duo musical Ich + Ich.

## Biographie
Adel Tawil est né dans une famille arabe qui a immigré en Allemagne. Son père, Sallah Tawil, est égyptien tandis que sa mère, Fatima Tawil, est tunisienne. Il est l'aîné des trois enfants du couple.